# Eucoleus parvulus
Espèce
Eucoleus parvulus est une espèce de nématodes de la famille des Capillariidae, parasite de mammifères.

## Hôtes
Eucoleus parvulus parasite le tube digestif du Bandicoot brun du Nord (Isoodon macrourus), du Bandicoot brun du Sud (Isoodon obesulus), du Bandicoot à nez long (Perameles nasuta) et du Bandicoot rayé de l'Est (Perameles gunnii). Chez ces animaux, E. parvulus a été retrouvé dans l'estomac et l'intestin grêle.

## Répartition
L'espèce est connue de mammifères d'Australie.

## Taxinomie
L'espèce est décrite en 2006 par le parasitologiste australien David M. Spratt.